# Anatolien
Anatolien (græsk: ανατολια, der hvor solen står op, på nyere græsk blot "øst" og Lilleasien (Μικρά Ἀσία Mikrá Asía) er en region i Sydvestasien og en del af Tyrkiet (tyrkisk: Anadolu).
Lilleasien (Μικρά Ἀσία Mikrá Asía) er den ældre græske betegnelse for den store halvø som i dag udgør den asiatiske del af Tyrkiet; den ligger mellem Bosporus, Marmarahavet, Dardanellerne, Sortehavet, Ægæiske hav og Middelhavet.
I antikken var Lilleasien (grækernes "Asia" i modsætning til det nuværende Grækenland som blev kaldt "Europa") opdelt i følgende landskaber, som var beboede af hellenske stammer:
- Aiolis
- Bitynien
- Frygien
- Galatien
- Isaurien
- Kabalia
- Kappadokien
- Karien
- Kilikien
- Lydien
- Lykaonien
- Lykien
- Milyas
- Mysien
- Paflagonien
- Pamfylien
- Pisidien
- Pontos eller Pontus
- Troas

I løbet af middelalderen gradvist besat af tyrkiske stammer, som kom som nomader fra Centralasien. Herefter blev de hellenske befolkninger gradvist tvunget vestpå, og med undtagelse af få tusinde grækere i Istanbul forsvandt de sidste ca. 1,5 millioner grækere i 1922-23.